# Кардиокринум Глена
Кардиокринум Глена (лат. Cardiocrinum glehnii) или Лилия Глена — растение из семейства лилейных.
Вид назван в честь Петра Петровича Глена (1835—1876), российского флориста, систематика растений, путешественника, географа и гидрографа, исследователя Приамурья и Сахалина.

## Описание и распространение
Многолетнее растение, с крупной луковицей (до 12 см в диаметре). Стебель полый до 2 м высотой, гладкий, прямой. Цветки у растения белые
Кардиокринум Глена отличается тем, что цветёт только один раз в жизни.
В России встречается только на юге Сахалина и на острове Кунашир. За пределами России — на островах Хоккайдо и Хонсю.
Реликтовый вид, занесённый в красную книгу.